# دهستان آودرو
دهستان آودرو (به لاتین: Audru Parish) یک دهستان در استونی است که در شهرستان پارنو واقع شده‌است.

## خصوصیات
دهستان آودرو ۳۷۹ کیلومترمربع مساحت و ۵٬۴۹۷ نفر جمعیت دارد.